# Full Members Cup
Full Members Cup (z ang. Puchar Pełnoprawnych Członków) był angielskim, piłkarskim pucharem rozgrywanym w latach 1985–1992. Był on także rozgrywany pod nazwami Simod Cup (1987–1989) i Zenith Data Systems Cup (1989–1992) od nazw sponsorów.
Turniej Full Members Cup był organizowany po katastrofie na stadionie Heysel, kiedy angielskie kluby zostały zawieszone w rozgrywkach europejskich przez organizację UEFA, dla klubów z dwóch najwyższych klas rozgrywkowych w Anglii.
Nazwa pucharu związana jest z faktem, że drużyny w nim występujące były pełnoprawnymi członkami angielskiej ligi piłkarskiej, z pełnym prawem głosu.
Puchar Full Members Cup został całkowicie zlikwidowany, gdy powstała zawodowa liga piłkarska Premier League.
W miejsce Full Members Cup został utworzony Superpuchar Anglii, który przetrwał jednak tylko jeden sezon, i "ewoluował" w Tarczę Wspólnoty (Tarczę Dobroczynności).